# Edward Hopper
Edward Hopper (22. července 1882 Nyack, stát New York – 15. května 1967 New York) byl americký malíř, grafik a ilustrátor. Patří k hlavním představitelům realistického směru v americkém malířství. Jeho dílo ztělesňuje svým důrazem na osamocenost, melancholii a izolovanost člověka specifický směr v americkém umění 20. století.

## Život
Hopper se narodil v baptistické rodině v malém přístavu Nyack severně od New Yorku. Po absolvování střední školy ve svém rodišti odešel roku 1899 do New Yorku, kde se zapsal na Correspondence School of Illustrating, aby se připravil na dráhu komerčního ilustrátora. Rok nato přešel na New York School of Art, kde zůstal až do roku 1906. Pod vedením Roberta Henriho a Kennetha Hayese Millera tam studoval malbu a užitou grafiku.
Po ukončení školy krátce pracoval v reklamní agentuře. Na konci roku 1906 odjel poprvé do Evropy, kterou do konce roku 1910 navštívil celkem třikrát. Pobýval v Anglii (studium Turnera), Nizozemsku (v Amsterdamu a Haarlemu studium Jana Vermeera a Rembrandta), Berlíně a Bruselu, ale nejvíce času strávil v Paříži. Seznamoval se zde s tvorbou impresionistů a v Louvru studoval staré mistry. V Paříži také maloval městské scenérie ovlivněné impresionistickým uměním.
V roce 1908 se malíř definitivně usadil v New Yorku. Apartmá na adrese 3 Washington Square North ve čtvrti Greenwich Village na dolním Manhattanu, kam se nastěhoval v roce 1913 a kde měl zároveň ateliér, bylo jeho domovem až do smrti. Trvalé bydliště Hopper sice neměnil, ale rád cestoval. Letní malířské pobyty v letech 1912 a 1923 strávil v přímořském městě Gloucester ve státě Massachusetts, zajížděl malovat i do jiného přímořského města jménem Ogunquit ve státě Maine. Roku 1916 prožil léto na ostrově Monhegan (stát Maine), oblíbeném místě amerických malířů. V roce 1924 si Hopper vzal Josephine Verstille Nivison (1883–1968), rovněž malířku, kterou poznal už na New York School of Art. Zájem o cestování autem měli společný: roku 1933 projeli Kanadu a stát Maine, o rok později státy Colorado, Utah, Nevadu, Kalifornii, Oregon a Wyoming. V roce 1940 znovu navštívili západní pobřeží. Hopperovi si zamilovali také Mexiko, které v letech 1943–1955 navštívili celkem pětkrát. Roku 1930 manželé poprvé prožili léto v místě Truro na mysu Cape Cod ve státě Massachusetts. Hopper zde nalezl ideální místo pro pravidelné letní pobyty. Proto si zde o čtyři roky později nechal postavit vlastní ateliérový dům a jezdíval sem každoročně.
Trvalo dlouho, než se Hopper prosadil. Prvně vystavoval společně s dalšími žáky Roberta Henriho v roce 1908 v klubu Harmonie v New Yorku a jeden jeho obraz, Sailing (Plachtění), byl přijat na legendární výstavu Armory Show (1913), která americkému publiku představila tvorbu evropských modernistů a soudobých domácích malířů. Protože o jeho další olejomalby nebyl zájem, začal se od roku 1915 věnovat technice leptu a od roku 1923 akvarelům. První samostatnou výstavu, na které představil malby z pařížských pobytů, měl až v roce 1920 ve Whitney Museum of American Art v New Yorku. Zde uskutečnil za svého života několik dalších klíčových výstav. Když zemřel, darovala jeho žena všechna zbylá malířova díla právě této instituci, která tak má největší kolekci Hopperových obrazů. Uznání a respekt, který se projevil mnoha oceněními, získalo jeho dílo od poloviny 30. let.
Od roku 1964 se Hopperův zdravotní stav horšil. Poslední obraz, Two Comedians (Dva komedianti), namaloval o rok později. Po několikatýdenním pobytu v nemocnici zemřel ve svém newyorském bytě 15. května 1967.

## Umění

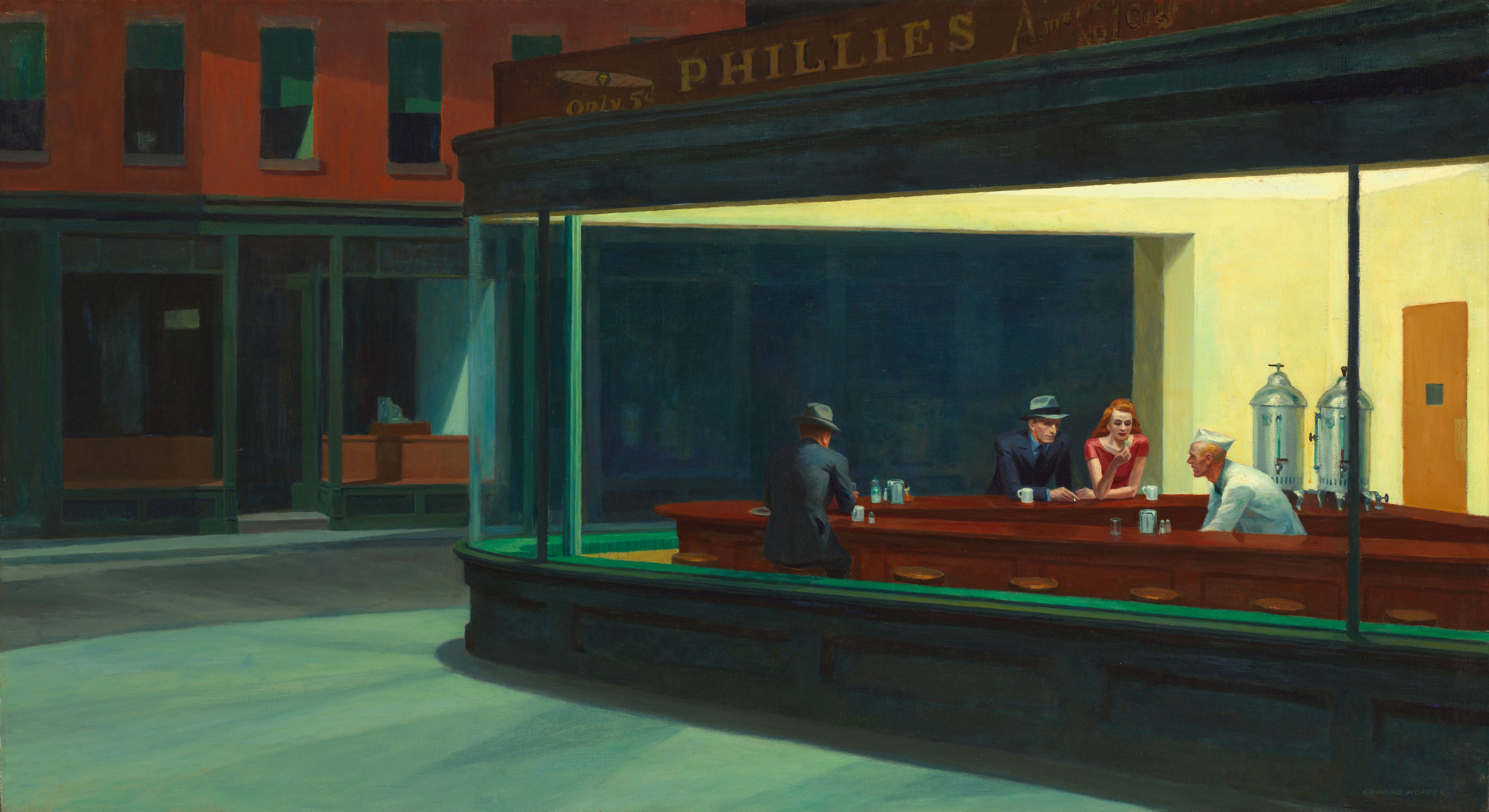
Noční ptáci, 1942, The Art Institute of Chicago

Hopper zůstal po celý život pod vlivem dojmů z několika svých návštěv v Evropě, zejména v Paříži. Ačkoliv zde pobýval v době, kdy vznikaly a rozvíjely se avantgardní umělecké směry (kubismus, futurismus, abstraktní malířství), zůstal jimi nedotčen. Naopak později se vymezil jak proti abstraktnímu malířství, tak vůči abstraktnímu expresionismu. Hopperova estetika zůstala zakotvena v tradici evropského realismu. Ačkoliv měl v roce 1913 možnost vystavit obraz na slavné Armory Show, zůstalo jeho dílo dlouho nepovšimnuto.
Námětem Hopperových obrazů jsou americké reálie: opuštěné, osamělé domy, noční scenérie New Yorku, majáky, venkovská místa, předměstské ulice. Milníkem ve vývoji amerického malířství se stal obraz House by the Railroad (Dům u kolejí), který Hopper vytvořil v roce 1925. Dílo zároveň vyznačuje přechod k malířovu zralému stylu. Důraz na pravoúhlé kompoziční prvky a ostrou hru světel a stínů má obraz společný s Hopperovou starší tvorbou. Nová je ale nálada obrazu, vyjadřující atmosféru osamělosti a opuštěnosti. V prázdné, tajemné budově nalezl Alfred Hitchcock inspiraci pro svůj slavný film Psycho. Styl, započatý Domem u kolejí, pak Hopper vylepšoval a cizeloval po zbytek svého života. Náměty získával v New Yorku nebo Nové Anglii, a to jak venkovské, tak městské scény. Ulice na jeho obrazech jsou prázdné, odlidštěné, divadla a kina poloprázdná, za hotelovými okny nejsou známky života. Majáky a benzinové stanice vytvářejí pomyslnou hranici mezi přírodou a civilizací. V zobrazení osamělých, do sebe pohroužených žen měl Hopper vzor ve Vermeerovi. Někdy je ve strohém interiéru znázorněno více osob; ty jsou si však vzájemně odcizené a způsob jejich komunikace není zřejmý. To je případ i Hopperova nejznámějšího obrazu Nighthawks z roku 1942, do češtiny překládaného různě: jako Noční ptáci, Noční tuláci nebo Náměsíční. Výjev ukazuje interiér kavárny s celonočním provozem. Tři nahodilí hosté a barman jsou od okolního světa, který nejeví známky života, odděleni skleněnou výlohou. Atmosféra obrazu je plná neklidu a tajemství.
Hopperovo dílo vykazuje rysy soudobé umělecké fotografie a tvoří předzvěst pop-artu.

## Výstavy
Výběr výstav:

### Skupinové
- 1908 Harmonie Club, New York (Henryho žáci)
- 1912 Mac Dowell Club, New York (olejomalby z Paříže)
- 1913 Armory Show, New York (obraz Sailing)
- 1915 Mac Dowell Club, New York
- 1917 Grand Central Palace, New York (First Annual Exhibition, pořádaná Společností nezávislých umělců)
- 1929 Museum of Modern Art, New York (výstava Devatenáct žijících amerických malířů)
- 1952 Biennale, Benátky
- 1967 Biennale, São Paulo

### Samostatné
- 1920 Whitney Museum of American Art, New York (oleje vytvořené v Paříži)
- 1922 Whitney Museum of American Art, New York (karikatury)
- 1924 Frank K. M. Rehn Gallery, New York (nejnovější akvarely)
- 1926 St. Botolph Club, Boston (lepty a akvarely)
- 1927 Frank K. M. Rehn Gallery, New York (olejomalby, grafika a akvarely)
- 1928 Morgan Memorial, Hartford (akvarely)
- 1929 Frank K. M. Rehn Gallery, New York
- 1933 Museum of Modern Art, New York (první retrospektiva, pokračovala v Arts Club v Chicagu)
- 1950 Whitney Museum of American Art, New York (putovní retrospektiva, pokračovala v Museum of Fine Arts, Boston a Detroit Institute of Arts)
- 1959 Currier Gallery of Arts, Hartford (putovní, pokračovala v Rhode Island School of Design, Providence a Wadsworth Atheneum, Hartford
- 1962 Philadelphia Museum of Art (retrospektiva grafického díla, pokračovala ve Worcester Art Museum)
- 1963 Arizona Art Gallery (retrospektiva)
- 1964 Whitney Museum of American Art, New York (do té doby nejkomplexnější retrospektiva, pokračovala v Chicagu, Detroitu a Saint Louis)
- 1980 Whitney Museum of American Art, New York (retrospektiva)

## Ocenění a členství v institucích (výběr)
- 1945 člen National Institute of Arts and Letters
- 1950 čestný doktorát Art Institute of Chicago
- 1955 člen American Academy of Art and Letters
- 1956 člen nadace Huntington Hartford
- 1957 cena od New York Board of Trade Salute to the Arts
- 1960 výroční cena Art in America
- 1963 cena od St. Botolph Club, Boston
- 1964 cena M. V. Kohnstamma za malbu od Art Institute of Chicago
- 1965 čestný doktorát Philadelphia College of Art
- 1966 medaile Edwarda McDowella